# Brochier
Brochier é um município brasileiro do estado do Rio Grande do Sul.

## História
Por volta do ano de 1832 os irmãos João Honoré e Augusto Brochier se estabeleceram na região hoje pertencente ao município, formando uma das primeiras colonias francesas do Brasil. A família Brochier adquiriu extensões de terras na região com objetivo de extrair madeira de araucária, que era levada por balsas pelos arroios Brochier (inicialmente conhecido como Arroio dos Franceses) e Maratá até o rio Caí, onde era vendida para suprir as necessidades do Vale do Caí e Região Metropolitana de Porto Alegre.
Entre os anos de 1854 e 1855 a família Brochier contribuiu para o povoamento da região com a venda de lotes para colonos alemães, que se estabeleceram em grande número não só na atual região de Brochier, como também na cidade de Maratá, desabitados até então.
No ano de 1873 foi criado o Distrito de Brochier, pertencente à cidade de Montenegro. Em 20 de dezembro de 1987 foi realizado plebiscito pela emancipação, quando 2.980 dos 3.291 eleitores da cidade se manifestaram favoráveis à emancipação, efetivada com a promulgação da Lei nº 8.556, de 11 de abril de 1988.
A cidade de Brochier é conhecida como Capital do Carvão Vegetal, sendo um dos principais produtores de carvão vegetal do estado. Além do carvão a cidade se destacou, por um período, pela produção de barcos infláveis e pela indústria de calçados.. Esta última permanece apenas com alguns atelieres.

## Geografia
Localiza-se a uma latitude 29º32'43" sul e a uma longitude 51º35'10" oeste, estando a uma altitude de 90 metros. Está a 75 km da capital Porto Alegre.
Possui uma área de 115,52 km² e sua população estimada em 2007 era de 4.701 habitantes. 
Apesar de ser uma cidade fundada por franceses, a maioria da população de Brochier é de ascendência alemã.